# Château de Bellinglise
Le château de Bellinglise est un château français situé sur le territoire de la commune d’Élincourt-Sainte-Marguerite, dans le département de l’Oise et la région Hauts-de-France.

## Description
Le château de Bellinglise est situé au nord de la commune, dans un parc arboré d'environ 160 hectares. L'édifice d'origine, un manoir, fut maintes fois remanié. Il remonte au XIIe siècle. Il fut agrandi une première fois au XIVe siècle. Les seigneurs de Bellinglise utilisent une des tourelles de la façade principale comme prison, car ils ont obtenu le droit de rendre haute, moyenne et basse justice, ce qui leur accorde la plénitude de juridiction tant au civil qu’au pénal. Au début de la Renaissance, la famille Hamel de Bellinglise décide de remanier ce petit château médiéval, désormais trop modeste au regard de son ascension sociale. Le choix des matériaux se porte sur des briques rouges et noires, avec un chaînage de pierres blanches qui anime la façade. L’ancienne entrée du château est encadrée de deux tourelles carrées. Des remaniements et aménagements moins importants ont été effectués au XVIIe siècle. Le château est à nouveau modifié au XIXe siècle.

## Toponymie
Bellinglise est un lieu-dit de la commune d’Élincourt-Sainte-Marguerite. Il s'agit d'un type toponymique médiéval composé de deux éléments Bellin-glise.
 Bellin- représente vraisemblablement un nom de personne germanique. En l'absence de formes anciennes suffisamment caractérisées, il est cependant impossible de savoir si cet anthroponyme repose sur une racine Bil-/ Bel- ou Ber-. Les noms de lieux Bellenglise (Aisne, Belaineglise en 1190) et Belle-Église (Oise, Beriecclesia en 1094, Berenglissa en 1099) de structure identique, s'expliquent respectivement par les noms de personnes germaniques Bil(l)ing et Berin selon Albert Dauzat et Charles Rostaing. Bellicourt (Aine, Belleincourt en 1228) contiendrait le nom de personne Beling. Le nom de personne est celui du propriétaire du terrain où il a fondé un édifice religieux.
 Le second élément -glise représente le terme français église avec aphérèse du é initial. 
Ce type toponymique nom de personne germanique + « église » reflète l'influence de la langue des Francs (ou des Saxons) sur la toponymie picarde. Il calque les formations en -kerke, -kirch(e) « église » comme Haverskerque (Nord, Haveskerke en 1362) ou Honskirch (Moselle) composées avec un nom de personne. C'est pourquoi il n'a pas d'équivalent dans la partie sud du domaine d’oïl. En revanche, il existe en Normandie où l'on trouve par exemple les toponymes Buglise (Seine-Maritime, Buiglise vers 1240) ou Arthéglise (Manche, Archetiglise vers 1150) et leur correspondant anglo-scandinave francisé Yvecrique (Seine-Maritime, Yvecriche au XIIe siècle), tous trois basés sur des noms de personnes respectivement norrois et germaniques, -crique représentant le vieux norrois -kirkja « église » utilisé à la manière britannique (noms en -kirk).

## Histoire
En 1250, le fief de Marfontaine appartient à Marie de Coudun, dame d’Élincourt ; elle était fille du Hugues, petite fille de Raoul et arrière-petite-fille du sire de Coudun. 
Par suite du mariage que Marie de Coudun allait contracter avec un seigneur de Bellinglise, du nom de Wathier Hamel, le fief de Marfontaine allait servir de berceau à la famille de Hamel-Bellenglise dont les générations allaient se succéder à Élincourt pendant plusieurs siècles[réf. souhaitée].
1348 - le premier agrandissement du manoir, qui se trouve à gauche et qui repose en retraite sur le mur d’enceinte.
1444 - c’est à cette époque que Jean de Barbaçon et sa femme Marie de Canny, cédèrent la chastellerie de Beauvoir à Louis de Hamel qui devient, par cette acquisition, seigneur haut justicier en partie d’Elincourt.
Devenus par l’acquisition de la chastellerie de Flamenc, hauts justiciers, les Hamel rendirent la justice au château de Bellinglise. La prison est établie dans une tour élevée à gauche de la grille d’entrée du château ; elle est désignée maintenant sous le nom d’horloge.
1631 – le 16 juillet. On voit dans les mémoires de Brienne, qu’un Bellinglise aide Marie de Médicis, mère de Louis XIII, à fuir de Compiègne, par la porte Chapelle, pour gagner Orrouy, Tracy-le-Val, Chauny où elle trouva le carrosse du baron de Crèvecœur.
Claire-Eugénie, dame d’Élincourt vendit en 1661 la terre et seigneur d’Elincourt et se retira à Paris chez les dames de Saint-Chaumont, où elle mourut sans postérité, le 14 novembre 1712, à 83 ans.
Depuis 2005, le château de Bellinglise est exclusivement destiné à l’accueil de séminaires d’entreprises, il est géré par le groupe Châteauform'. 